# Katastrofa lotu XL Airways Germany 888T
Katastrofa lotu XL Airways Germany 888T miała miejsce 27 listopada 2008 na Morzu Śródziemnym, przy południowym wybrzeżu Francji, nieopodal Canet-en-Roussillon, w wyniku utraty kontroli nad maszyną.

## O samolocie
Samolot, który uległ katastrofie, to Airbus A320-232 o numerze rejestracyjnym D-AXLA, należący do Air New Zealand, w okresie od maja 2006 do grudnia 2008 udostępniony na potrzeby XL Airways Germany. Pierwszy lot odbył się 30 czerwca 2005 roku.

## Przed lotem
3 listopada 2008 maszyna została dostarczona do Perpignan w południowej Francji w celu odbycia prac remontowych oraz przemalowania w barwy Air New Zealand, ponieważ 1 grudnia miała zostać zwrócona linii Air New Zealand. 27 listopada 2008 r. odbył się oblot testowy, podczas którego maszyna miała odbyć szereg testów przed powrotem do linii macierzystej.

## Lot i katastrofa
Airbus A320 wystartował z lotniska Perpignan-Rivesaltes o 14:44 czasu lokalnego. Plan lotu zakładał 2 godziny i 35 minut lotu z Perpignan ku zachodniemu wybrzeżu Francji i z powrotem do Perpignan. Na pokładzie znajdowało się 7 osób – dwóch członków załogi i 5 pasażerów. W skład załogi wchodzili dwa piloci z XL Airways Germany. Pasażerami byli: pilot z Air New Zealand, mający nadzorować prawidłowy przebieg lotu testowego, trzech mechaników z Air New Zealand oraz jeden ekspert z Civil Aviation Authority – agencji rządowej zajmującej się bezpieczeństwem lotniczym w Nowej Zelandii.
O 14:49:20 kapitan skontaktował się z wieżą kontroli lotów w celu uzyskania zgody na wykonanie manewru polegającego na wykonaniu skrętu o 360°. Kontroler nie zezwolił na jego wykonanie, ponieważ uznał, że jest to zbyt niebezpieczne w ogólnym ruchu lotniczym.
Między 15:04 a 15:06, na wysokości 38 000 stóp (9 800 m), przestały działać obydwa czujniki kąta natarcia. Usterka ta nie została zauważona przez załogę.
W związku z odmową wykonania manewru „360” ze strony wieży kontroli lotów, załoga postanowiła o 15:10 zawrócić do Perpignan, 24 minuty po starcie. Piloci postanowili maksymalnie wykorzystać pozostały czas lotu i przy każdej nadarzającej się okazji wykonywali jakiś test maszyny.
Po zejściu poniżej poziomu chmur, na wysokości 3000 stóp (914,4 m), o 15:43:41 załoga postanowiła przeprowadzić kolejny test maszyny, polegający na maksymalnym zmniejszeniu prędkości lotu maszyny, do tego stopnia, aby komputer pokładowy sam skorygował tę prędkość. W przypadku, gdy samolot zwalnia, komputer automatycznie zwiększa moc silników, zapobiegając utracie siły nośnej. Podczas tego lotu komputer nie zareagował.

## Śledztwo
Dochodzenie mające na celu wyjaśnienie przyczyn katastrofy zostało przeprowadzone przez francuską Bureau d’Enquêtes et d’Analyses (BEA).